# Parafia Niepokalanego Serca Najświętszej Maryi Panny w Leśniewie
Parafia Niepokalanego Serca Najświętszej Maryi Panny w Leśniewie – parafia rzymskokatolicka, znajdująca się w archidiecezji gdańskiej, w dekanacie Żarnowiec.